# Dosos

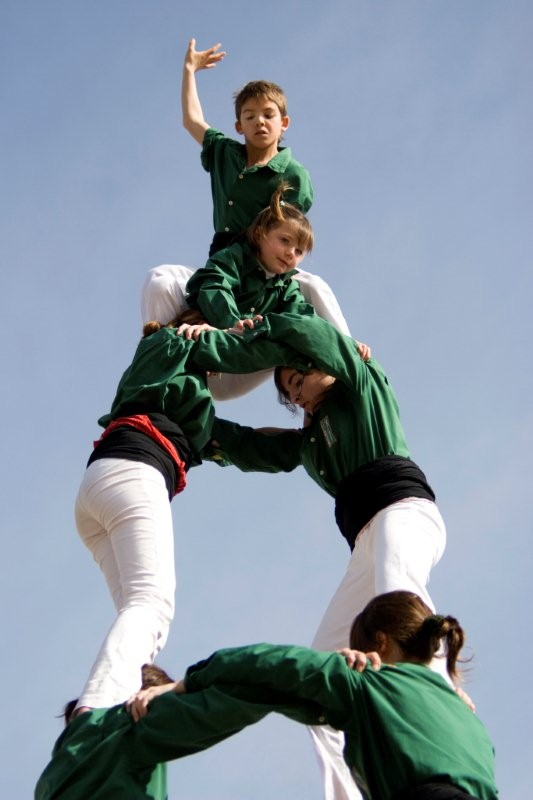
Els dosos aguanten l'aixecador i l'enxaneta

El pis de dosos és l'antepenúltim pis d'un castell, sobre el qual s'enfilen l'aixecador i l'enxaneta. Juntament amb l'aixecador i l'enxaneta formen el pom de dalt, compost normalment per canalla.
Per extensió també s'anomenen dosos (sing. dos) els castellers que formen aquest pis. Sempre pugen per parelles, d'aquí el seu nom, i s'encaren mútuament amb els braços agafats. En els castells compostos poden haver-hi més d'una parella de dosos, com és el cas en el 5 o en el 9, tot i que en els castells d'estructura simple sempre són una única parella.
Els dosos acostumen a ser nens i nenes de 9 a 14 anys, prou fort per aguantar el pes de l'aixecador i l'enxaneta, però prou lleugers i àgils per enfilar-se a alçades que poden arribar a les del setè pis d'un castell.
En els pilars no es considera que hi vagin dosos.

## Posicions
La posició de les cames dels dosos pot variar en funció del castell.
- S'anomena dos obert o dos eixancarrat el dos que té les cames separades, amb un peu al damunt d'espatlles de castellers diferents en el pis inferior. És el cas dels dosos en el 4, i un dels dosos del 3 i del 5 (que sol pujar per la rengla dreta).
- S'anomena dos tancat o dos dret el que té els dos peus sobre les espatlles del casteller del pis inferior. És el cas dels dosos al 2 (o torre), un dos del 3 (el que puja per la rengla) i tres dosos del 5 (el de la rengla i els dos de la torre).